# Кастелжинест
Кастелжинест (фр. Castelginest) насеље је и општина у јужној Француској у региону Миди Пирене, у департману Горња Гарона која припада префектури Тулуз.
По подацима из 2011. године у општини је живело 9048 становника, а густина насељености је износила 1115,66 становника/km². Општина се простире на површини од 8,11 km². Налази се на средњој надморској висини од 115 метара (максималној 193 m, а минималној 122 m).

## Демографија
| 1962. | 1968. | 1975. | 1982. | 1990. | 1999. | 2006.  | 2011. |
| ----- | ----- | ----- | ----- | ----- | ----- | ------ | ----- |
| 782   | 1.412 | 3.846 | 5.349 | 6.757 | 7.735 | 10.100 | 9.048 |

График промене броја становника у току последњих година